# واوینت (ماساچوست)
واوینت (به انگلیسی: Wauwinet) یک منطقهٔ مسکونی در ایالات متحده آمریکا است که در نانتاکت واقع شده‌است. واوینت  ۰٫۹۱ متر بالاتر از سطح دریا واقع شده‌است.